# Due destini
Due destini è una canzone dei Tiromancino, terzo singolo estratto dall'album La descrizione di un attimo del 2000.

## Descrizione
Il brano è stato utilizzato nella colonna sonora del film Le fate ignoranti di Ferzan Özpetek del 2001. 
Il 23 maggio 2018 è stata pubblicata una versione nuova della canzone in duetto con Alessandra Amoroso.
Nel 2020 partecipa al concorso radiofonico I Love My Radio, a cui hanno preso parte in totale 45 canzoni.

## Video musicale
Il video è stato scritto e diretto da Frankie hi-nrg mc e Riccardo Sinigallia. Nel videoclip del brano compaiono, fra gli altri, gli attori Valerio Mastandrea, Paola Cortellesi, Pierfrancesco Favino, Francesco Scali, Rosaria De Cicco, Duke Montana, Greg del duo Lillo e Greg e il duo rap Flaminio Maphia.
I videoclip di Due destini dei Tiromancino,  e Bada dei Flaminio Maphia sono un esempio di videoclip "gemelli": raccontano la stessa storia, una rapina in un supermercato, ma da due punti di vista diversi. Per un minuto circa, all'inizio, le immagini sono uguali, poi le storie si separano. Nel video dei Tiromancino la telecamera si concentra sui dipendenti del supermarket sequestrati e rinchiusi in uno sgabuzzino, i Flaminio Maphia fanno vedere quello che accade fra gli scaffali e alle casse dove i malviventi (gli stessi rapper) si sono sostituiti alle cassiere.

## Tracce
1. Due destini – 4:37